# Anita Heiss
Anita Marianne Heiss AM (geboren 1968 in Sydney) ist eine australische Schriftstellerin und Aktivistin der Aborigines.

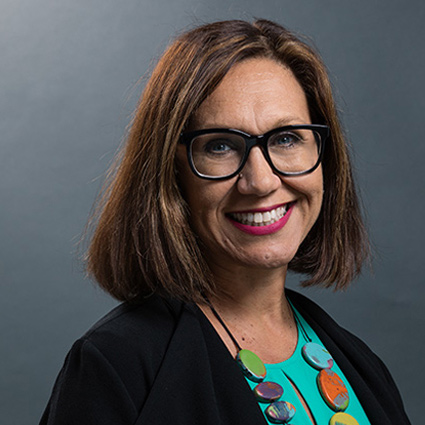
Anita Heiss (2017)

## Leben
Anita Heiss ist eines von fünf Kindern des aus Sankt Michael im Lungau stammenden, 1956 eingewanderten österreichischen Zimmermanns Josef Heiss und der aus der Region Cowra in New South Wales stammenden Aborigina und Arbeiterin Elsie Williams. Anita Heiss zählt sich zu den Wiradjuri. Heiss besuchte die Mädchenschule St Clare’s College in Waverley und studierte Geschichte an der University of New South Wales. Sie wurde im Jahr 2000 in Communication studies an der University of Western Sydney promoviert. In der Folgezeit arbeitete sie an verschiedenen Hochschulen und Instituten.
Heiss publiziert Kinderbücher, Prosa, Sachbücher, soziologische Untersuchungen und politische Essays zur Situation der Aborigines in der australischen Gesellschaft.
2022 wurde sie für ihre Verdienste um das Studium indigener Völker und um die Kunst zum Member des Order of Australia ernannt.

## Werke (Auswahl)
- Sacred cows. Humor. Magabala, 1996
- Token Koori. Lyrik. Curringa Communications, 1998
- Who am I? The diary of Mary Talence, Sydney 1937. Scholastic, 2001
- (Hrsg.): Stories without End. Halstead Press, 2002
- (Hrsg.): Life in Gadigal Country. Gadigal Information Service, 2002
- Dhuuluu-yala, To Talk Straight: Publishing indigenous literature. Aboriginal Studies Press, 2003
- Yirra and her deadly dog, Demon. ABC Books, 2007
- I'm Not Racist, But ... Lyrik. Salt, 2007
- Not Meeting Mr. Right. Roman. Bantam, 2007
- Avoiding Mr Right. Roman. Bantam, 2008
- mit Peter Minter (Hrsg.): Macquarie PEN Anthology of Aboriginal Literature. Allen & Unwin, 2008
- Manhattan Dreaming. Roman. Bantam, 2010
- Demon Guards the School Yard. OUP / Laguna Bay, 2011
- Paris Dreaming. Roman. Bantam, 2011
- Am I Black Enough For You. Random House, 2012
- Tiddas. Roman. Simon & Schuster, 2014
- Barbed Wire and Cherry Blossoms. Roman. Simon & Schuster, 2016
- My Australian Story: Our Race for Reconciliation. Scholastic, 2017
- (Hrsg.): Growing Up Aboriginal in Australia. Black Inc, 2018